# Sergestes orientalis
Sergestes orientalis är en kräftdjursart som beskrevs av Hansen 1919. Sergestes orientalis ingår i släktet Sergestes och familjen Sergestidae. Inga underarter finns listade i Catalogue of Life.